# Dicranopteris ferruginea
Dicranopteris ferruginea là một loài dương xỉ trong họ Gleicheniaceae. Loài này được Hosok. mô tả khoa học đầu tiên năm 1935.
Danh pháp khoa học của loài này chưa được làm sáng tỏ. 